# Pathfinder (Film)

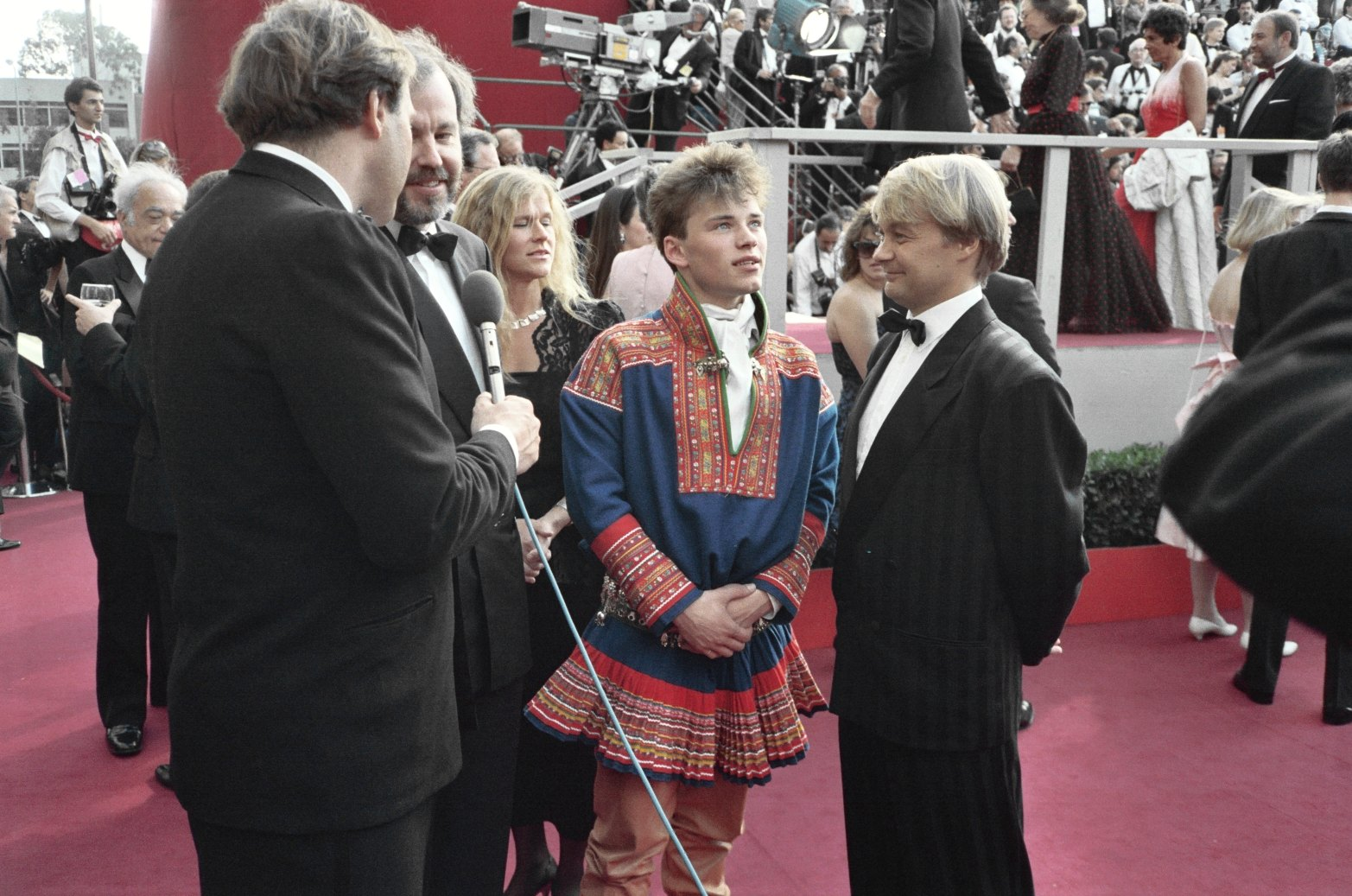
Mikkel Gaup (in Sami-Kleidung) und Nils Gaup (rechts), 1988

Pathfinder (so der internationale Kinotitel; Originaltitel: Ofelaš bzw. Veiviseren [beides für dt. Wegweiser]; deutscher Fernseh-Alternativtitel: Die Rache des Fährtensuchers) ist ein preisgekröntes Abenteuerdrama des samisch-norwegischen Regisseurs Nils Gaup aus dem Jahre 1987. Gaup verarbeitete in dem Oscar-nominierten Jugendfilm eine Volkssage, die sein Großvater ihm während seiner Kindheit erzählt hatte.

## Handlung
Aigin, ein 16-jähriger Same, kehrt von der Jagd zurück, um daheim festzustellen, dass Vater, Mutter und seine kleine Schwester durch die marodierenden „Tschuden“ brutal ermordet wurden. Gleich darauf wird er selbst entdeckt und bei seiner Flucht von einem Armbrustpfeil getroffen. Verwundet kann er sich ins Nachbarlager retten, wird dort aufgenommen, gepflegt und findet obendrein in Sahve ein hübsches Mädchen, das sich auf Anhieb in ihn verliebt.
Doch die Tschuden (nach Kleidung und Ausrüstung wie Wikinger dargestellt) haben ihn verfolgt und drohen, auch Aigins Helfer zu töten. Während fast alle Samen mit Sack und Pack vor den Angreifern in Richtung Küste fliehen, bilden Aigin, drei Verbündete und Raste, der Schamane seiner Retter, die Nachhut. Sie fügen den mordlüsternen Kriegern aus dem Baltikum zwar einige Verluste zu, sind ihnen aber doch schnell unterlegen. Als Raste gefoltert wird, versucht Aigin, ihn zu retten, und bietet sich den Tschuden als Wegweiser zum neuen Unterschlupf der Nomaden an. Trotz Aigins Zugeständnis geht einer der Krieger beim Aufbruch zu Raste zurück und bringt diesen unbemerkt um. Am Ende führt der unter Zwang rekrutierte Pfadfinder die Berserker-Horde in den Untergang, indem er sie über den vereisten einzigen Gebirgspass zur Küste führt und dabei mit Hilfe einer Lawine dafür sorgt, dass die gesamte Seilschaft einen tiefen Abhang hinunterstürzt.

## Randnotizen
Pathfinder war der erste Kinofilm, der gänzlich in einer samischen Sprache gedreht wurde. Die Dreharbeiten fanden hauptsächlich in der südlichen Finnmark rund um Kautokeino statt. Problematisch waren besonders die dort im Winter häufig herrschenden extremen Wetterverhältnisse. An den ersten Drehtagen des Films wurden Temperaturen von −47 °C gemessen und die Kameras quittierten ihren Dienst. Der hier beheimatete Same, Musiker und Sänger Nils-Aslak Valkeapää, der im Film den Siida-Isit spielt, trug mit seinen traditionellen Joiks ganz besonders zu der mystischen Stimmung des Werkes seines Freundes Nils Gaup bei.

## Besonderheiten
Die deutsche Kinofassung von 1988, die spätere Video-Veröffentlichung (Marketing Film) und die Fernsehfassung von Pathfinder wurden leicht gekürzt, um eine niedrigere FSK-12-Freigabe zu erhalten. Ende Januar 2005 wurde die DVD des Filmverleihers Kinowelt mit einer FSK-16-Freigabe veröffentlicht. Diese Fassung enthält wieder die zuvor geschnittenen 6 Sekunden.
Die darauf mit „Norwegisch“ bezeichnete Tonfassung ist in Wirklichkeit jedoch die samische Originalton-Fassung (OmU).

## Rezeption

### Kritik
„Vor grandioser Naturkulisse angesiedelter spannender, in einzelnen Szenen recht drastischer Abenteuerfilm nach einer alten samischen Legende. Klassische Genre-Elemente werden mit ethnischer Genauigkeit und einem Plädoyer für ein friedfertiges Dasein in der Gemeinschaft verbunden.“

### Nominierungen und Preise
- 1988: Oscar, nominiert als Bester fremdsprachiger Film
- 1988: Amanda, Bester norwegischer Film – Årets Norske Spillefilm
- 1988: Sitges Festival Internacional de Cinema de Catalunya, Special Mention
- 1990: Yubari International Fantastic Film Festival, Grand Jury Prize

## Neuverfilmung
Eine US-amerikanische Neuverfilmung des deutschen Regisseurs Marcus Nispel, die eine ähnliche Geschichte eines Jungen im Rahmen von kriegerischen Auseinandersetzungen zwischen nordamerikanischen Indianern und den sie bedrohenden Wikingern schildert, kam im März 2007 unter dem Titel Pathfinder – Fährte des Kriegers in die deutschen Kinos.

## Anmerkung
1. ↑  Die Tschudek, die in vielen alten samischen Erzählungen auftauchen, sind höchstwahrscheinlich nicht nur Angehörige des gleichnamigen Volkes, sondern dabei kann es sich ebenso um andere räuberische Eindringlinge in Sápmi – die Karelier, die Russen und die Schweden – handeln. Der Ausdruck wird heute noch in der lulesamischen Sprache für „Feind“ verwendet. 

  - J. C. Poestion: (Hrsg.): Lappländische Märchen, Volkssagen, Räthsel und Sprichwörter. Verlag von Carl Gerolds Sohn, Wien 1886, Permalink. S. 178–184
  - „gárjjelij tjude“ = die russischen Feinde, in H. Grundström: Lulelappisches Wörterbuch.